# Муар (ткань)

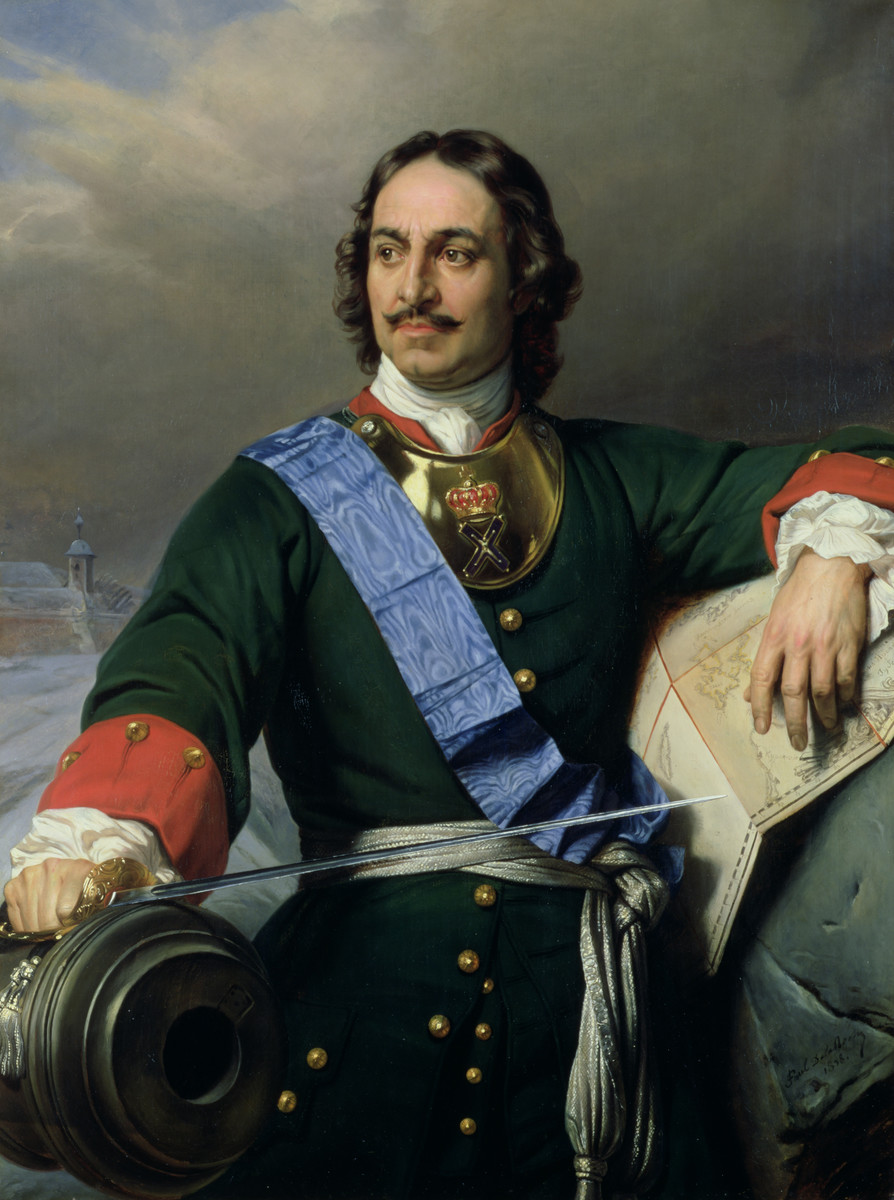
Пётр I с муаровой орденской лентой ордена Андрея Первозванного

Муар (муаре́, моа́р, фр. moire) — плотная шёлковая или полушёлковая гладкокрашеная ткань с рубчатой поверхностью тиснёного муарового узора. Муар шёл на пошив женских вечерних платьев, украшавших платья отделочных лент, нарядных головных уборов, изготовление орденских лент, отделку мужских костюмов и на подкладку.
Традиционный муар производится методом каландрирования — обработки ткани нагретыми медными цилиндрами. Муар с крупными разводами назывался муар-антик, муар из шёлка высшего качества носил название громуар. Муар-антик пользовался большой популярностью в XIX веке и довольно дорого стоил.
В XX веке муар вошёл в моду с начала 1950-х годов. Как и все виды тиснёных узоров, рисунок муара пропадает при намачивании, поэтому муар не подвергают мокрой чистке.
Как материал для вечерних платьев,  муар конкурировал со множеством других дорогих тканей, но как материал для изготовления орденских лент он был незаменим. Чрезплечные орденские ленты, на которых носились знаки ордена высших степеней, в Российской империи и современных ей странах изготовлялись исключительно из муара  (а в западных странах нередко изготовляются до сих пор).

## Галерея

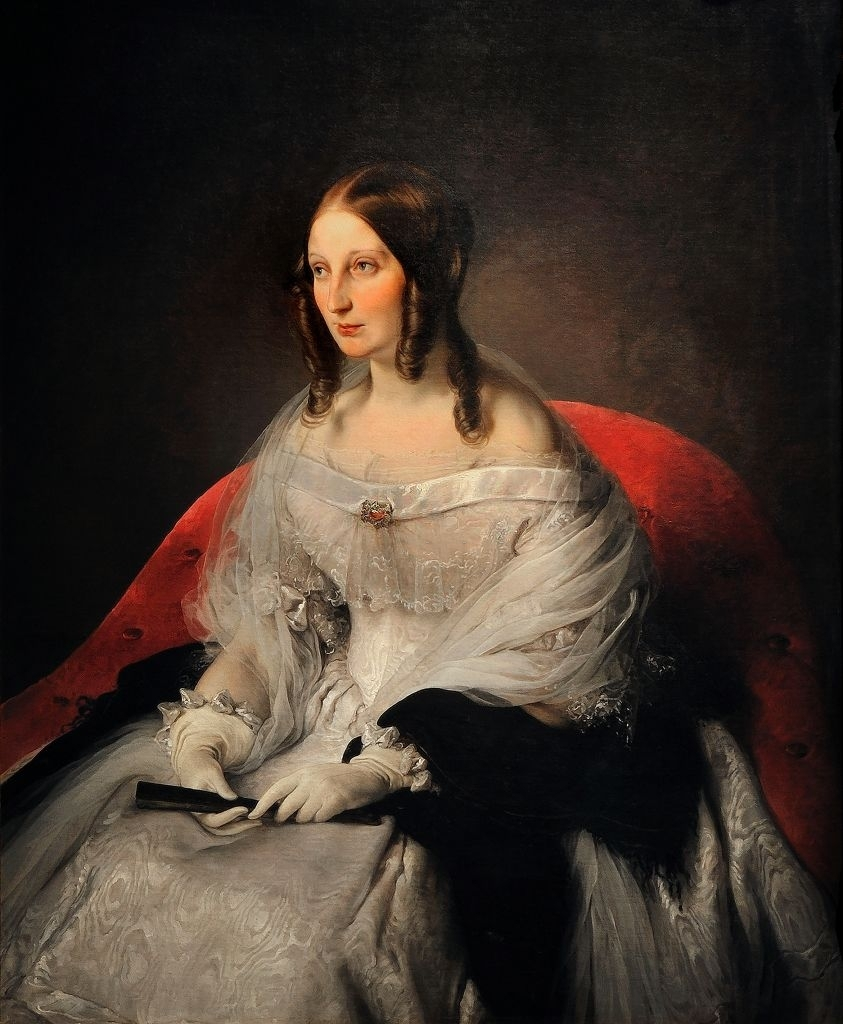
Франческо Айец. Портрет княгини де Сант-Антимо (1840—1844) в белом муаровом платье, отделанном кружевом.
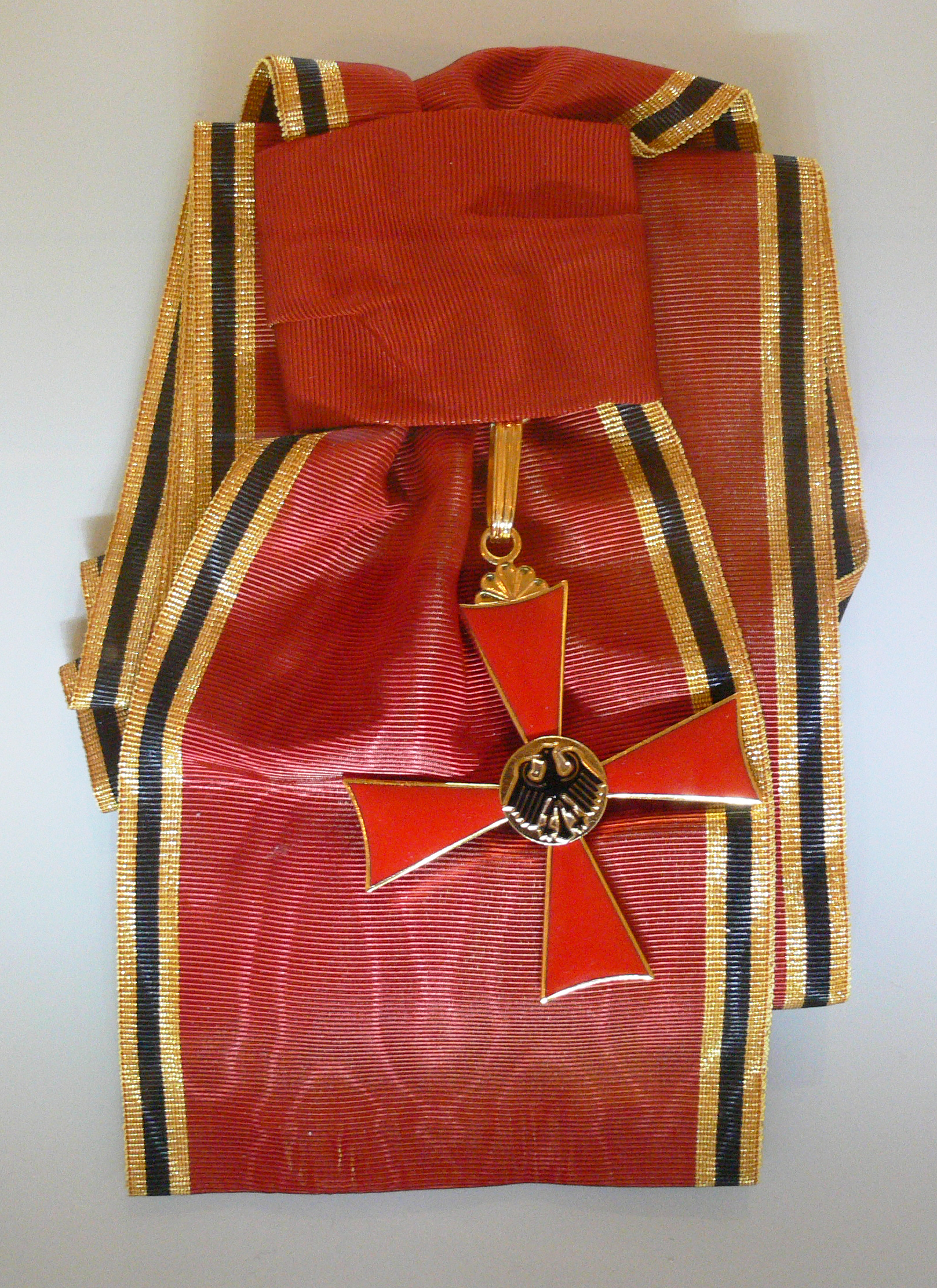
Современный немецкий орден «За заслуги» на муаровой ленте.